# Regione andina (Colombia)
La Regione andina è una delle sei regioni naturali della Colombia, situata nel centro della Nazione.  Confina a nord con la regione del Caribe, a nord-est con il Venezuela, a est con l'Orinoquía, a sud-est con l'Amazzonia, a sud con l'Ecuador e ad ovest con la regione del Pacifico.
Si sviluppa in direzione sud-ovest - nord-est, per tre diramazioni settentrionali: le cordigliere Occidentali, Centrale ed Orientale. Adiacenti alle cordigliere vi sono numerose valli, canyons, altopiani ed un sistema fluviale i cui principali sono il Cauca e il Magdalena. La regione ospita 28.863.217 abitanti (2005), ed è la zona più popolata e economicamente più attiva della Nazione.

## Descrizione
Questa regione deve il suo nome dalla cordigliera delle Ande, che, verso il nord del si divide nei nodi del Pasto e del Macizo Colombiano, e nelle tre cordigliere menzionate in precedenza.
La cordigliera Centrale è separata dalla cordigliera Occidentale da una distanza media di 400 m a causa della presenza di una faglia occupata dal fiume Patía a sud e dal fiume Cauca a nord.
La cordigliera Orientale separatasi gradualmente verso est, crea la conca del fiume più importante della Colombia, il Magdalena. Questa si estende verso nord-est per raggiungere la sua maggiore altezza a 5 000 metri, formando la Serra Nevata del Cocuy. Un braccio, chiamato Serranía del Perijá, prosegue verso nord, degradando lentamente per raggiungere a Punta Galline il Mare Caribe, nella penisola della Guajira, estremo nord della Colombia. La Serranía del Perijá si avvicina alla Serra Nevata di Santa Marta, formando una valle solcata dal fiume Cesare. La cima più alta della Colombia si trova nella Serra Nevata di Santa Marta che, con il Pico Cristóbal Colón, raggiunge i 5 575 m.s.l.d.m.
Le tre cordigliere ospitano picchi principalmente di formazione vulcanica alti più di 4 000 m.s.l.m, mentre la Centrale e l'Orientale ve ne sono alcuni alti più di 5 000 m s.l.m. ricoperti di nevi permanenti. Molti di questi, sono vulcani attivi, che, nel corso del tempo, hanno causato distruzione e morti, mentre l'occidente del paese è spesso soggetto ad una notevole attività tellurica. A nord-ovest della cordigliera Occidentale troviamo la Serranía del Baudó, che degrada verso la Regione andina del Darién, voltando ad ovest per Panama.

## Subregione naturale
La lunga regione andina che attraversa il paese da sud-ovest a nord-est possiede numerose sub-regioni naturali. Le più periferiche sono: 
- Nodo dei Pasti
- Altiplano Nariñense
- Hoz di Minamá
- Altiplano di Popayán.
- Valle del fiume Cauca
- Montagna Antioqueña
- Altopiano di Santa Rosa di Orsi
- Valle di Aburrá
- Valle di Santo Nicolás
- Macizo vulcanico
- Magdalena Mezzo
- Alto Magdalena
- Altiplano cundiboyacense
- Montagna Santandereana (archiviato dall'url originale l'11 luglio 2017).
- Fossa del Suárez e Chicamocha
- Macizo di Santurbán
- Catatumbo
- Serranía del Perijá
- Piedemonte llanero
- Serrania di Santo Lucas
- Nevado del Tolima

## Popolazioni indigene
Grazie alle notevole differenze climatiche e alla successione storica degli insediamenti, la regione andina ospita differenti popolazioni indigene:
- Paisa: questi indigeni sono stanziati nei dipartimenti di Antioquia, Caldas, Risaralda e Quindío, e a nord del dipartimento della Valle del Cauca, e verso nord-ovest, a Tolima.
- Santandereano: indigeni considerati, "razza di montagna", stanziati tra le montagne del Santander, nel dipartimento Norte de Santander e nel sud del dipartimento Cesar. Il loro linguaggio è caratterizzato dal fatto che la loro comunicazione è diretta con l'uso quasi esclusivo del "Lei".
- Cundiboyacense: questa popolazione si trova principalmente sull'omonimo altopiano, e, nella loro comunicazione, utilizzano una forma di rispetto formale chiamata, "sumercé". È un'espressione caratteristica legata dalla presenza degli spagnoli e all'influenza della Chiesa Cattolica in questa regione.
- Vallecaucano: nativi stanziati nella Valle del fiume Cauca, corrispondente alla parte centrale del dipartimento della Valle del Cauca. La lingua parlata utilizza il particolare fenomeno linguistico del voseo, e l'uso del "vai" e l'"udite".
- Opita: popolazione indigena stanziata nella valle dell'Alto Magdalena, nei dipartimenti di Huila e Tolima.
- Pastuso: tali nativi si situano principalmente tra le montagne del Nariño e del Putumayo. La loro comunicazione è caratterizzata dalla conservazione della distinzione tra l'«y» e la «ll».[1]

Tra i generi musicali si trovano tra gli altri, il bambuco, il corridoio, la guabina, il torbellino e il bunde tolimense.

## Sviluppo economico

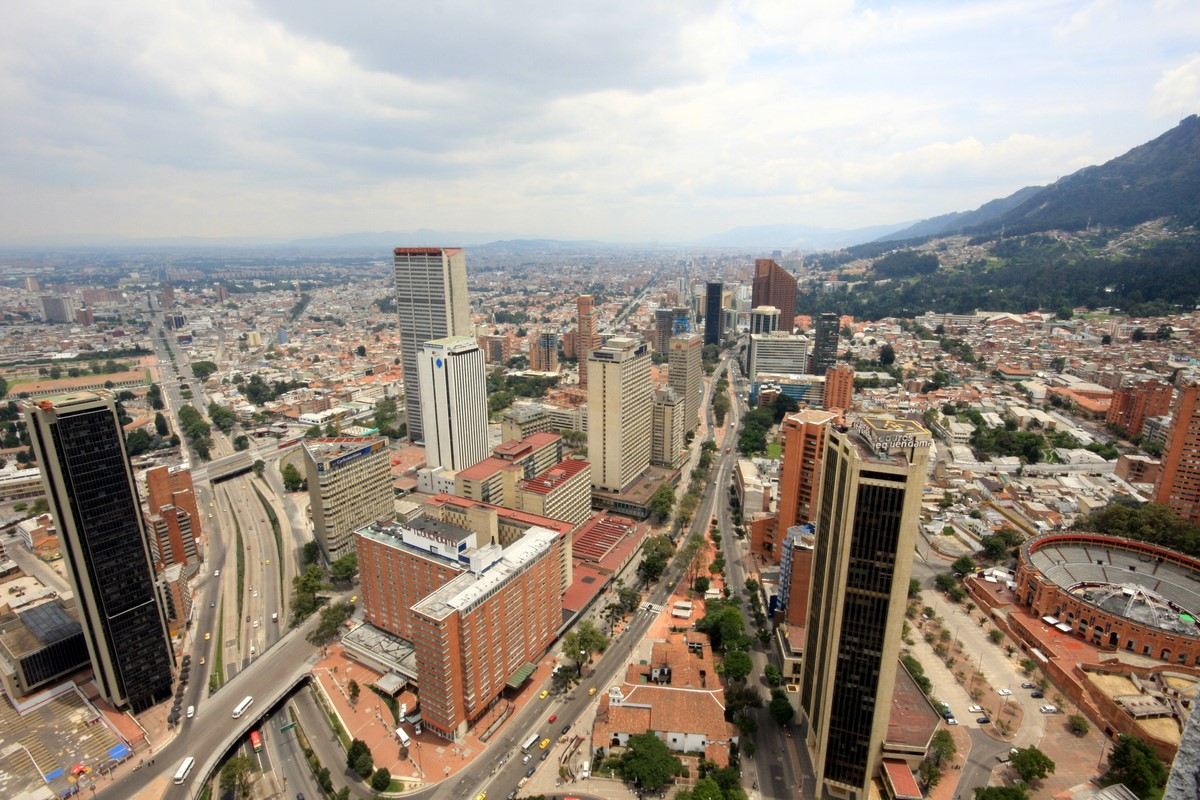
Centro Internazionale di Bogotá.

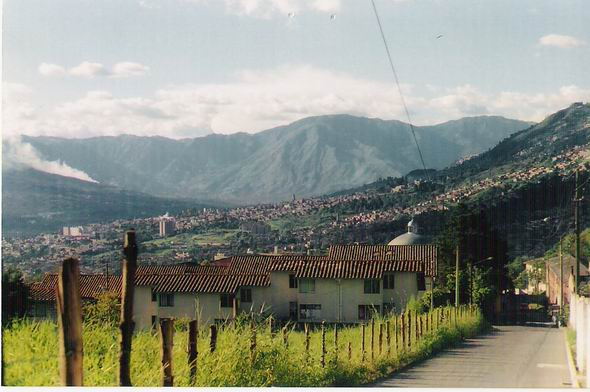
La Valle di Aburrá alberga alla città di Medellín, il principale centro urbano paisa.

Nella Regione andina colombiana si situano la maggioranza dei fiumi, nonché le terre più produttive per l'agricoltura. Del suo sottosuolo si sfrutta principalmente, petrolio, smeraldi, sale e altre ricchezze minerali.
Bogotá, Medellín e Cali, le tre città più popolate della Nazione, si trovano in questa regione, come Bucaramanga, importante centro di sviluppo industriale del paese, dove sono prevalenti le industrie calzaturiere e le gioiellerie. Cúcuta, situata nei pressi della frontiera con il Venezuela, Barrancabermeja, considerata città petrolifera, dove troviamo la raffineria più grande del paese. Pereira, Manizales e Armenia sono le principali città della regione dell'Asse cafetero. Neiva, nel dipartimento dell'Huila, comunica con il centro ed il sud del paese, mentre Pasto nell'estremo sud-ovest del paese, è la città principale che collega la Colombia con l'Ecuador ed il resto di Sud América.
La Regione andina è sede di più del 80% delle coltivazioni di caffè della Colombia, distribuite principalmente sull'Asse Cafetero (Caldas, Risaralda, Quindío, Antioquia, Valle, Nariño, Huila e Tolima). Il PIL della Regione andina è di approssimativamente $ 300 milioni di $, pari a 264 milioni di €, che, con il tempo, va aumentando.

## Gastronomia
La regione Andina offre una gastronomia variegata. In base alla posizione geografica vengono offerti differenti piatti tipici come il vassoio paisa (Antioquia e asse cafetero), il sancocho( Cali), il muti santaneereano e la lechona (Tolima e Huila) ed anche il masato e la mazamorra (Santander).

## Parchi nazionali naturali

Parchi nazionali naturali della regione Andina colombiana.

### Nodo dei Pasti
Santuario di fauna e flora Galeras
Santuario di fauna e flora Isola della Corota

### Cordigliera occidentale
Parco nazionale naturale Paramillo
Parco nazionale naturale Le Orchidee
Parco nazionale naturale Farallones di Cali
Parco nazionale naturale Munchique

### Cordigliera Centrale

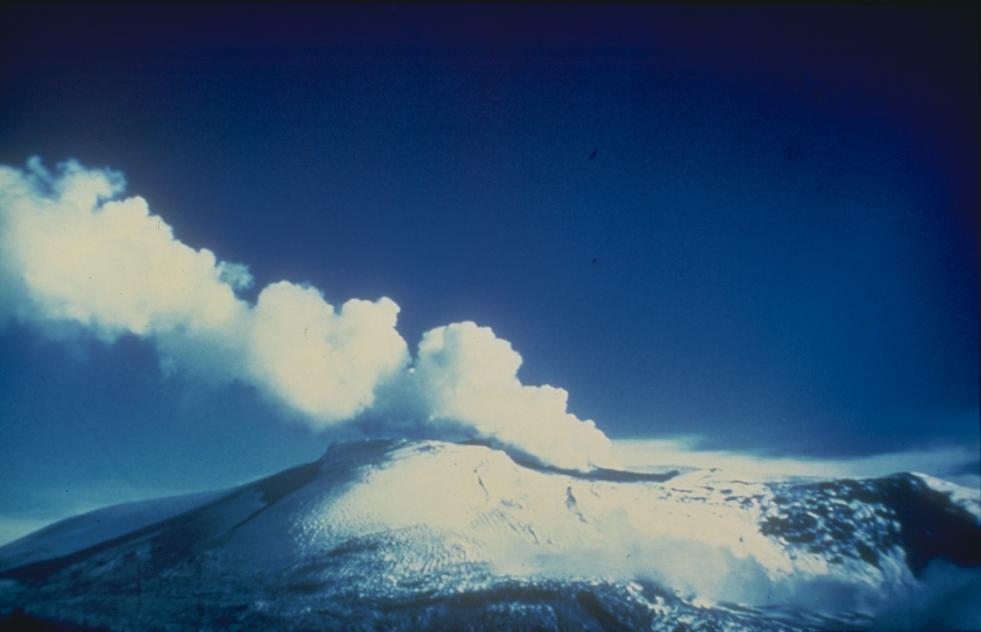
Il Nevado del Ruiz nel Parco nazionale naturale I Nevados.

Parco nazionale naturale I Nevados
Parco nazionale naturale Le Belle
Parco nazionale naturale Puracé
Parco nazionale naturale Nevado dell'Huila
Parco nazionale naturale Giungla di Florencia
Santuario di fauna e flora Otún Quimbaya

### Cordigliera Orientale
Parco nazionale del Chicamocha
Parco nazionale naturale Guácharos
Parco nazionale naturale Cordigliera dei Picachos
Parco nazionale naturale Chingaza
Parco nazionale naturale Sumapaz
Parco naturale Santo Rafael Fusagasugá
Parco nazionale naturale Cocuy
Parco nazionale naturale Pisba
Parco nazionale naturale Serranía dei Yariguíes
Parco nazionale naturale Tamá
Area naturale unica Gli Estoraques
Santuario di fauna e flora Guanentá Alto Fiume Fonce
Santuario di fauna e flora Iguaque